# Épineu-le-Chevreuil
Épineu-le-Chevreuil és un municipi francès situat al departament del Sarthe i a la regió de País del Loira. L'any 2007 tenia 279 habitants.

## Demografia

### Població
El 2007 la població de fet d'Épineu-le-Chevreuil era de 279 persones. Hi havia 118 famílies de les quals 32 eren unipersonals (12 homes vivint sols i 20 dones vivint soles), 47 parelles sense fills i 39 parelles amb fills.
La població ha evolucionat segons el següent gràfic:
Habitants censats

### Habitatges
El 2007 hi havia 164 habitatges, 119 eren l'habitatge principal de la família, 25 eren segones residències i 21 estaven desocupats. 162 eren cases i 1 era un apartament. Dels 119 habitatges principals, 99 estaven ocupats pels seus propietaris, 14 estaven llogats i ocupats pels llogaters i 6 estaven cedits a títol gratuït; 2 tenien una cambra, 12 en tenien dues, 26 en tenien tres, 29 en tenien quatre i 49 en tenien cinc o més. 102 habitatges disposaven pel capbaix d'una plaça de pàrquing. A 49 habitatges hi havia un automòbil i a 65 n'hi havia dos o més.

### Piràmide de població
La piràmide de població per edats i sexe el 2009 era:
| Homes | Edats   | Dones |
| ----- | ------- | ----- |
| 0     | 95 o +  | 0     |
| 0     | 90 a 94 | 0     |
| 8     | 85 a 89 | 4     |
| 8     | 80 a 84 | 0     |
| 4     | 75 a 79 | 4     |
| 0     | 70 a 74 | 4     |
| 16    | 65 a 69 | 4     |
| 4     | 60 a 64 | 4     |
| 4     | 55 a 59 | 4     |
| 4     | 50 a 54 | 0     |
| 8     | 45 a 49 | 12    |
| 16    | 40 a 44 | 16    |
| 16    | 35 a 39 | 12    |
| 0     | 30 a 34 | 8     |
| 8     | 25 a 29 | 4     |
| 4     | 20 a 24 | 8     |
| 12    | 15 a 19 | 4     |
| 8     | 10 a 14 | 0     |
| 12    | 5 a 9   | 0     |
| 4     | 0 a 4   | 16    |

## Economia
El 2007 la població en edat de treballar era de 178 persones, 131 eren actives i 47 eren inactives. De les 131 persones actives 123 estaven ocupades (70 homes i 53 dones) i 8 estaven aturades (2 homes i 6 dones). De les 47 persones inactives 29 estaven jubilades, 10 estaven estudiant i 8 estaven classificades com a «altres inactius».

### Ingressos
El 2009 a Épineu-le-Chevreuil hi havia 119 unitats fiscals que integraven 294,5 persones, la mediana anual d'ingressos fiscals per persona era de 17.593 €.

### Activitats econòmiques
Dels 5 establiments que hi havia el 2007, 2 eren d'empreses de construcció, 1 d'una empresa d'hostatgeria i restauració, 1 d'una empresa d'informació i comunicació i 1 d'una entitat de l'administració pública.
Dels 3 establiments de servei als particulars que hi havia el 2009, 1 era un paleta, 1 guixaire pintor i 1 restaurant.
L'any 2000 a Épineu-le-Chevreuil hi havia 21 explotacions agrícoles que ocupaven un total de 1.050 hectàrees.

## Equipaments sanitaris i escolars
El 2009 hi havia una escola maternal integrada dins d'un grup escolar amb les comunes properes formant una escola dispersa.

## Poblacions més properes
El següent diagrama mostra les poblacions més properes.